# سون هونگ‌لی
سون هونگ‌لی (انگلیسی: Sun Honglei؛ زادهٔ ۱۶ اوت ۱۹۷۰) یک هنرپیشه اهل جمهوری خلق چین است.
از فیلم‌ها یا برنامه‌های تلویزیونی که وی در آن نقش داشته است می‌توان به مغول و مثلث اشاره کرد.